# Jacobo Silva Nogales
Jacobo Silva Nogales ("Comandante Antonio") es un exguerrillero, fundador del Ejército Revolucionario del Pueblo Insurgente. Nació el 28 de noviembre de 1957 en Miahuatlán de Porfirio Díaz, Oaxaca, siendo hijo de Florentino Silva López e Inés Nogales Cortes. Su padre era carpintero y su madre ama de casa, ambos de origen humilde. Silva Nogales es el quinto de siete hermanos.

## Primeros años
Jacobo vivió en un ambiente de pobreza, siendo un niño delgado y enfermizo por su falta de alimentación y de atención médica adecuada. Cuando su padre perdió el trabajo que tenía y la situación familiar empeoró aún más, su madre se fue a trabajar a la Ciudad de México como empleada doméstica, llevándose a Jacobo. Al manifestar su deseo de seguir estudiando la secundaria, fue llevado de regreso a su pueblo.
Debido a que su padre enfermó de una embolia cerebral, toda la familia se mudó a vivir al Distrito Federal, llegando a habitar en un solo cuarto los siete hermanos y sus padres.
Jacobo trabajó con el fin de sostener sus estudios: se empleó en una tienda y luego como aprendiz en una oficina. Así concluyó sus estudios de secundaria en el año de 1976, a la edad de 19 años y decidió seguir estudiando en la escuela de educación media superior del Instituto Politécnico Nacional, en el área de físico-matemáticas. Cuando concluyó sus estudios, consiguió trabajo de maestro rural.

## Etapa con el ERPI
Junto con la Comandancia Regional del Estado de Guerrero decidió separarse del EPR, debido a diferencias políticas y estratégicas relacionadas con la conducción de la guerrilla en México, la cual se efectuó a principios de 1998, pero se decidió mantenerla en secreto, no obstante debido a la emboscada que el ejército mexicano tendió a una columna del recién formado ERPI en la localidad del Charco en Guerrero, dicha separación fue dada a conocer. En esta emboscada fueron asesinados miembros del ERPI como Ricardo Zavala, estudiante del bachillerato de la UNAM y fueron capturados también otros elementos de menor rango.

## Detención
Fue detenido por la policía federal preventiva en la Ciudad de México el 19 de octubre de 1999. El 24 de ese mismo mes lo ingresaron junto con su esposa Gloria Arenas Agis y dos personas más al penal de máxima seguridad de Almoloya de Juárez, Estado de México donde fueron presentados a los medios de comunicación acusados de crímenes y delitos. Durante su cautiverio, negó estar relacionado con algún robo, secuestro o atentado, mencionando su etapa de guerrillero como advocado únicamente a la autodefensa.

## Libertad
Es liberado el 29 de octubre de 2009 del penal federal de máxima seguridad de Tepic, Nayarit conocido como "El Rincón", tras haber ganado jurídicamente el segundo proceso de amparo directo interpuesto el 8 de octubre de 2008.